# Abra (cratère)
Pour les articles homonymes, voir Abra.
Abra est un cratère de la planète Vénus ayant un diamètre de 7,2 kilomètres. Sa latitude est de 6,2° et sa longitude est de 97,4°.  L'origine de son nom est un prénom usuel féminin en langue ewe .